# Rhodophthitus arichannaria
Rhodophthitus arichannaria là một loài bướm đêm trong họ Geometridae.